# César de Ferrari
César de Ferrari Manevich (Montevideo, 23 de febrero de 1939 - Montevideo, 9 de noviembre de 2016) fue un director de cine, documentalista y docente uruguayo.

## Formación
En Uruguay, estudió en la Facultad de Humanidades y Ciencias de la Educación de la Universidad de la República (1957 - 1959), en la escuela del Teatro El Galpón (1957 - 1958) y en la Escuela Nacional de Bellas Artes (1959 - 1964). Hizo el bachillerato en la Universidad 17 de Noviembre, de Praga (1967) y se graduó de director de cine y TV, con medalla de oro (Summa cum laude) en la Facultad Cinematográfica de la Academia  de Artes de la República Checa (FAMU) (1968 - 1972). Más adelante revalidó su título checo como Master Degree en Film and TV Direction, en la Universidad de Columbia (EEUU, 1973).

## Carrera como docente
Ejerció la docencia en Lima (Perú, 1972 - 1976) y en México (1980 - 1984). En Uruguay, en la Cinemateca Uruguaya (1986 - 1987), fue docente de la Escuela Municipal de Arte Dramático (actuación frente a cámaras, dirección de actores para cine y video, lenguaje de cine televisión) (1987 - 2009). También dictó clases en la Universidad ORT (1996 - 1997) y creó la Escuela Juventus que luego pasó a ser la Escuela de Cine Contraplano (1987 - 2012) donde se formaron decenas de realizadores. Fundó talleres de video en el interior (San José y Paysandú). En el 2000, dirigió el Taller de Video del Cerro, ubicado en el Teatro Florencio Sánchez.

## Filmografía destacada
Su filmografía abarca obra documental realizada en Montevideo, Buenos Aires, Lima, Caracas, México y Praga. Su documental Elecciones Generales (1 hora 16 minutos de duración, 1983) fue primer premio en el concurso de guiones de la Universidad Nacional Autónoma de México (UNAM), e integró la terna como mejor documental para el Premio Ariel de 1985, máximo galardón mexicano. Dirigió el documental checo The Plastic Peopleof the Universe, con postproducción digital en Montevideo (2006, 35mm ByN, 22 min.)

## Filmografía como director
- The Plastic People of the Universe (1970)[2]
- El Juicio (The Trial) (1971)[3]
- A machete limpio (1974)[4]
- Iniciativas (1975)[4]
- Apagón de Agua (1978)[4]
- Crónica de un Verano Caliente (1983)[4]
- Elecciones Generales (1985)[5]

## Filmografía como actor
- The Party Goes On (Marianne Samaan-Worlicek, 1971)[6]
- The Devil (André Maroun-Gédéon, 1972)[7]